# Samsung Corby
Samsung S3650 (còn được gọi là Genio Touch và chính thức là Samsung Corby) là điện thoại di động đã được phát hành vào tháng 10 năm 2009 bởi Samsung. Nó có máy ảnh 2 MP và màn hình cảm ứng điện dung 2,8-inch.
Ngoài ra điện thoại còn có phiên bản QWERTY và bàn phím QWERTY trượt, Samsung B3210 và Samsung B5310, tương ứng.
Điện thoại có sẵn bốn"màu sắc"khác nhau (hạn chế vỏ phía sau và hai bên phím cứng) - Trắng, Hồng, Cam hoặc Vàng.

## Tính năng
- Quad-band GSM/EDGE
- Màn hình cảm ứng điện dung 2.8-inch độ phân giải QVGA
- 50 MB bộ nhớ trong, thẻ microSD (lên đến 8 GB)
- Máy ảnh chính 2-megapixel với nhận diện nụ cười, quay video QVGA@15fps
- FM radio với RDS
- Dịch vụ nhận dạng âm nhạc
- TouchWiz và Cartoon UI
- Tích hợp mạng xã hội có thể tập tin tải lên trực tiếp
- Bluetooth 2.1 với A2DP, USB v.2.0
- Xem tài liệu văn phòng
- Mở khóa thông minh
- Vỏ có thể thay đổi
- Hỗ trợ game Java
- Ảnh danh bạ

## Corby ở Hàn Quốc
Khi Samsung Corby được phát hành ở Hàn Quốc, Samsung Electronics đã thay đổi thông số kỹ thuật:
- Phiên bản chính Bluetooth là 2.1+EDR, bản Hàn Quốc phiên bản Bluetooth bị hạ xuống 2.0+EDR.
- Trong khi phiên bản Corby chính có thể phát định dạng non-DRM MP3, phiên bản Hàn Quốc được giới hạn chỉ chơi với DRM.
- Corby Hàn Quốc không có xem tài liệu văn phòng.
- Corby Hàn Quốc không hỗ trợ nhạc chuông MP3/WAV, chỉ nhạc chuông MA5 hoặc MMF.
- Màn hình Corby Hàn Quốc được nâng cấp từ 2.8"QVGA lên 3.0"WQVGA.
- Corby Hàn Quốc hỗ trợ truyền hình T-DMB.

Giá ở Hàn Quốc khá đắt, tương đương với 394.42 GBP. Đối thủ chính của nó là LG Pep và Nokia XpressMusic.
Ở Hàn Quốc, nhóm nhạc 2PM quảng cáo điện thoại này, bao gồm ca khúc chủ đề"My Color".

## Liên kết
- Info about Samsung S3650 Corby, Samsung Italy
- Stress test of a cell phone Samsung S3650 Corby Lưu trữ ngày 19 tháng 10 năm 2010 tại Wayback Machine